# Nouveau jour (série télévisée)
 (août 2025).
Si vous disposez d'ouvrages ou d'articles de référence ou si vous connaissez des sites web de qualité traitant du thème abordé ici, merci de compléter l'article en donnant les références utiles à sa vérifiabilité et en les liant à la section « Notes et références ».
Production
Diffusion
Nouveau jour est un feuilleton télévisé français créé par Mohamed Benyekhlef et Mari Mouazan avec la participation de Geoffrey Bidaut, et diffusé depuis le 30 juin 2025 à 20 h 40 sur M6.

## Distribution

### Acteurs principaux
- Helena Noguerra : Louise Bartoli
- Laëtitia Milot : Émilia Fauvel[note 1]
- Bruno Solo : Franck Lefebvre, le parrain de Théa
- Gabrielle Atger : Audrey Maillol, la sœur de Louise
- Jean-Baptiste Maunier : Gabriel Bartoli, le fils de Louise et demi-frère caché de Théa
- Vincent Desagnat : Erwan Maillol, le mari d'Audrey et père de Théa
- Marion Aymé : Théa Maillol, la fille d’Audrey et demi-sœur cachée de Gabriel

### Acteurs récurrents
- Alexandre Varga : Aurèle Cadieux, le mari de Louise
- Nélia Keciri : Camille Maillol, la soeur de Théa
- Mhamed Arezki : Tarek Bartoli, le frère de Louise
- Manoëlle Gaillard : Joey Marchal, une cliente de l'hôtel
- Kevin Dias : Robbie Castel, un client de l'hôtel
- Aurélie Konaté : Sofia Kamara, la meilleure amie de Louise
- Juliette Chêne : Magalie Daho
- Justine Grave : Jade Webber, la réceptionniste de l'hôtel
- Brice Edde : Pablo Fabre
- Vinicius Dos Santos Lagier : Adrian Garcia, employé de Franck
- Jean-Baptiste Shelmerdine : Loup Giaume, le chef cuisinier de l'hôtel
- Siham Falhoune : Souad Bartoli, la fille de Tarek
- Daby Seye : Roméo Kamara, le fils de Sofia et ami de Souad Bartoli

### Acteurs secondaires
- Thomas Brazete : Liam Maillol, le frère de Théa
- Inès Torroglosa : Kim Kamara, sœur de Roméo
- Bastien Bernini : Étienne Fabre
- Léo Vazzoler : Marin Fabre, le fils d'Étienne et petit-ami de Théa
- Gwennaïg Péneau : Carla Giraut
- Nina Hazotte Maggipinto : Romane Laban, le corbeau de l'hôtel et demi-soeur de Gabriel
- Mattias Lo Cicero : Mathis Daho, le fils de Magali
- Anabel Moreno : Bonnie Daho, la fille de Magali
- Benjamin Gaitet : Max Duffau, le petit-ami de Magali
- Riton Liebman : le Commissaire Maurier
- Inès Ouchaaou : Lina Alaoui
- Jonathan Cardonnel : Jean Darnet
- Faël Oumerjal : Riyad Bartoli
- Loïs Schlieper : Killian Pereira, le filleul de Louise

- Cyril Mellet : Victor Adj/c Sapeur Pompier

### Invités
- Logfive : lui-même (épisodes 11 et 12)
- Juju Fitcats : Déborah (épisodes 37 et 38)
- Philippe Etchebest : lui-même (épisode 51)
- Rebecca Hampton : Clarisse Castel, la mère de Robbie (épisode 55)

## Production

### Genèse et développement
Le feuilleton quotidien, à la croisée de la comédie dramatique et du soap familial, est créé et écrit par Mohamed Benyekhlef et Mari Mouazan, avec la participation de Geoffrey Bidaut.
Quentin de Revel, directeur de la fiction de la chaîne M6, confie au journal Le Parisien : « On souhaite se distinguer en faisant la part belle au soap, au mystère avec aussi de l'humeur, un ton pop-corn. On reste dans la proximité : ces personnages nous ressemblent et il faut donner envie. Nos références nous portaient vers des séries qui mélangent les générations, les catégories socioprofessionnelles, les origines. Recréer ainsi une microsociété autour de l'hôtel génère des situations à l'infini. ». « Il était temps de tenter une série. Charge à nous d'être suffisamment différents, tout en restant conformes aux codes du genre. ».

### Attribution des rôles
Cette saga familiale est portée par Helena Noguerra, Bruno Solo et Laëtitia Milot,. La distribution présente un mélange de générations et de styles capable de séduire un large public.

### Tournage
Le tournage de la série commence le 14 avril 2025 à Montpellier, Vendargues et Aniane dans le département français de l'Hérault,,,.
Un château avec sa tour carrée et sa tourelle, situé dans le domaine Capion au cœur des vignes à Aniane est rénové et transformé en hôtel, avec une réception, un restaurant, une terrasse, un bar, un bureau…,, La productrice Aude Thévenin précise : « L'hôtel est un 4 étoiles, mais ce n'est pas un palace inaccessible. On veut que les téléspectateurs puissent se dire que, si leur vie va bien, ils pourraient y venir fêter une occasion. ».
Un espace extérieur avec des décors permanents, un « backlot » est créé près de Montpellier dans la zone industrielle de Garosud : un ancien parking d'un centre Chronopost est transformé en un village pittoresque aux accents occitans contenant une quinzaine de demeures, une boulangerie, une pharmacie, une auto-école… Le chef décorateur Herald Najar déclare : « L'idée, c'est d'être en immersion, qu'on ne se rende plus compte que c'est un décor. ».
Le choix de Montpellier et de ses environs pour le tournage s'inscrit dans la volonté de M6 de valoriser les régions françaises.

### Fiche technique
Sauf indication contraire, les informations mentionnées dans cette section peuvent être confirmées par les bases de données cinématographiques  présentes dans la section « Liens externes ».
- Titre français : Nouveau jour
- Genre : Soap opera, comédie, thriller
- Création :  Mohamed Benyekhlef et Mari Mouazan avec la participation de Geoffrey Bidaut
- Production : Aude Thévenin, Sophie Ferrario, François Daniel-Lamazière et Quentin De Revel[2]
- Sociétés de production : SND Fictions, M6[1]
- Sociétés de distribution : M6, RTL TVI, RTL play[2]
- Réalisation : Alexandre Poulichot et Pierre Leix-Cote
- Scénario :  Mohamed Benyekhlef et Mari Mouazan[2]
- Musique : Romain Joutard et Benjamin Lejean
- Dialogues : Geoffrey Bidaut[9]
- Décors : Hérald Najar[4]
- Costumes : Églantine Sabot
- Photographie : Rodolphe Séraphine et Tarik Ribeihi
- Son : Ferdinand Bouchara et Olivier Péria
- Montage : Michaël Landi
- Maquillage : Mélissa Klein
- Pays de production :  France
- Langue originale : français
- Format : couleur
- Nombre de saisons : 1
- Nombre d'épisodes : 90
- Durée : 26 minutes
- Dates de première diffusion : 30 juin 2025 sur M6[10]

## Univers de la série

### Générique d'ouverture
La chanson utilisée est Nouveau jour, interprétée, écrite et composée par Hoshi.

## Accueil

### Audience

#### Saison 1 (2025)
Le 30 juin 2025, le premier épisode diffusé sur M6 est suivi par 1 540 000 téléspectateurs, soit 8,6 % de part de marché.